# Dichotomyctere nigroviridis
Cá nóc đốm xanh (tên khoa học Dichotomyctere nigroviridis) là một trong những loài cá nóc được biết đến với tên cá nóc xanh có đốm hay cá nóc da beo. Chúng được tìm thấy trên khắp Nam và Đông Nam Á ở các môi trường nước ngọt vùng ven biển hay nước lợ. Khi trưởng thành, một cá thể của loài này có thể đạt được kích thước là 15 cm (6 in), tuy nhiên còn có một vài bản báo cáo khác cho rằng nó có thể lên đến 17 cm (6,7 in). Vào tháng 2 năm 2009, nó đã được phối giống thành công trong điều kiện nuôi nhốt nhờ vào việc sử dụng biến thể của kỹ thuật rửa buồng trứng.

## Trong bể cá
Thông thường, chúng được bán với chiều dài 2–3 cm và được nuôi chung với vài loại cá khác. Tuy nhiên, chúng là một loài cá hung dữ, vì thế nên chúng sẽ cắn vào vây hay vảy của một số loài cá chậm chạm hơn nó. Chúng hiếm khi vượt quá kích thước là 10 cm trong điều kiện nuôi nhốt. Chúng là động vật ăn tạp nên thức ăn của chúng là một số loài động vật không xương sống nhỏ hay thực vật(chẳng hạn như rong biển). Ngoài ra, chúng có thể ăn cả thức ăn chế biến sẵn nếu chúng đã ăn từ nhỏ. Răng của chúng liên tục phát triển nên sẽ gây ra nhiều vấn đề khác. Khắc phục bằng cách sử dụng cát san hô để chúng nhai hoặc cho ăn ốc hay tôm để làm răng mòn đi.
Chúng có thể sống trong nước ngọt nhưng với thời gian ngắn. Để nuôi lâu dài, ta cần phải sử dụng nước có pha thêm muối với nồng độ 1/4 nồng độ muối trong nước biển. Còn cá lớn hơn là 1/2 hay là bằng với nước biển do chúng dành hầu hết thời gian ở ngoài đại dương. Nhiệt độ nước cần ở khoảng 24-28 °C, độ pH là 8.